# Charles Wesley Turnbull
Mr. Charles Wesley Turnbull (Saint Thomas (Islas Vírgenes), 5 de febrero de 1935-Washington D. C., 3 de julio de 2022) fue gobernador de las Islas Vírgenes de los Estados Unidos (1999-2007).

## Biografía
Nació en St. Thomas. Antes de ser elegido en 1998, era profesor en la Universidad de las islas de Vírgenes. Previamente había pertenecido a la comisión de la ayudante del departamento territorial de educación, y había sido director y director auxiliar de la escuela secundaria de Charlotte Amalie y profesor en escuelas elementales y secundarias. Se graduó de la universidad de Hampton. Además, se doctoró en la Universidad de Minnesota.